# Żołnierowszczyzna
Żołnierowszczyzna (biał. Жаўнераўшчына; ros. Жолнеровщина) – wieś na Białorusi, w obwodzie witebskim, w rejonie głębockim, w sielsowiecie Hołubicze.

## Historia
W czasach zaborów w granicach Imperium Rosyjskiego.
W dwudziestoleciu międzywojennym folwark, a następnie kolonia leżała w Polsce, w województwie wileńskim, w powiecie dziśnieńskim, do 11 kwietnia 1929 w gminie Dokszyce, następnie w gminie Hołubicze.
Według Powszechnego Spisu Ludności z 1921 roku zamieszkiwało tu 51 osób, 38 było wyznania rzymskokatolickiego, a 13 prawosławnego. Jednocześnie 38 mieszkańców zadeklarowali polską przynależność narodową a 14 białoruską. Było tu 7 budynków mieszkalnych. W 1931 w 11 domach zamieszkiwało 70 osób.
Miejscowość należała do parafii rzymskokatolickiej w m. Zaszcześle i prawosławnej w Hołubiczach. Podlegała pod Sąd Grodzki w Głębokiem i Okręgowy w Wilnie; właściwy urząd pocztowy mieścił się w Hołubiczach.